# Paleis

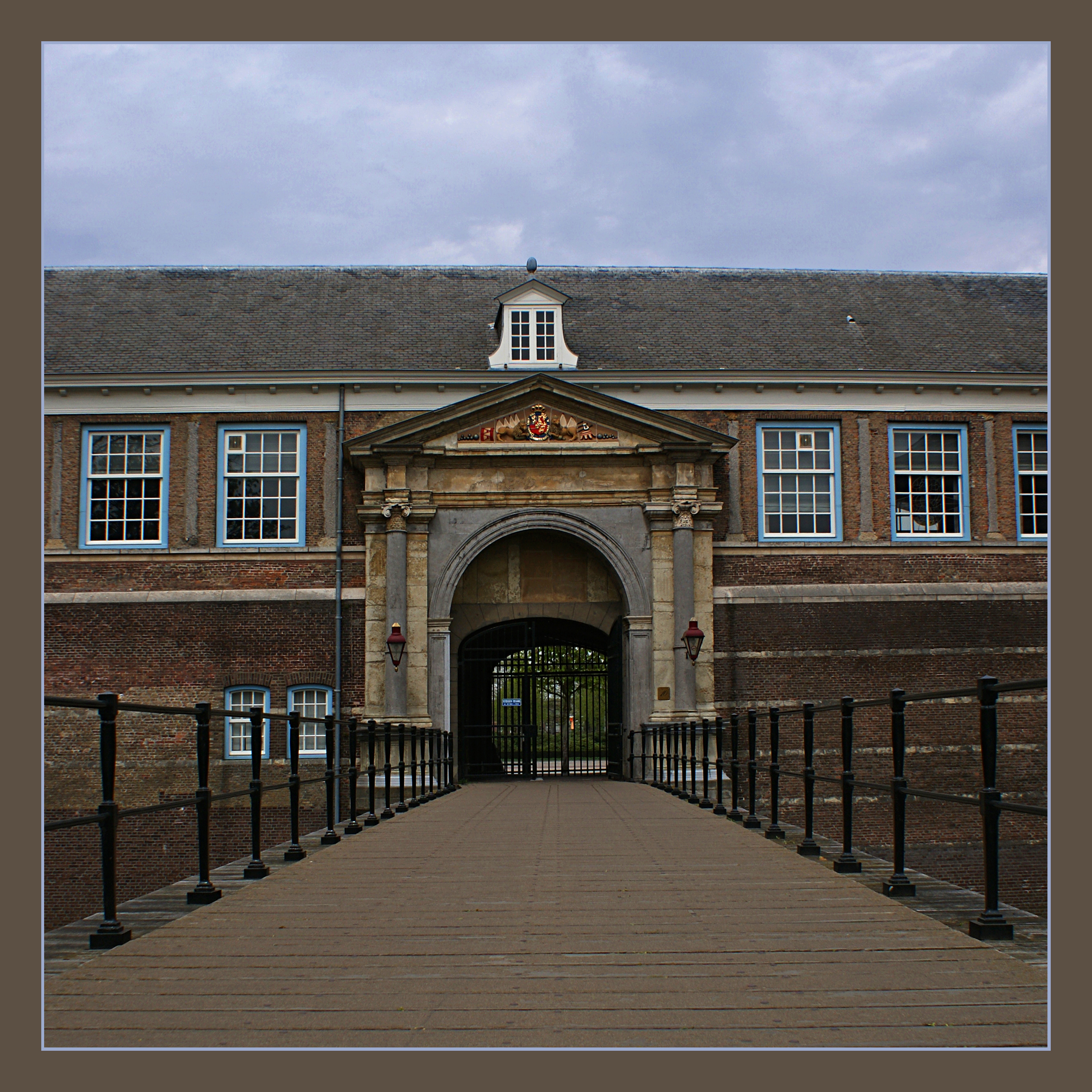
Het Prinsenhof in Breda

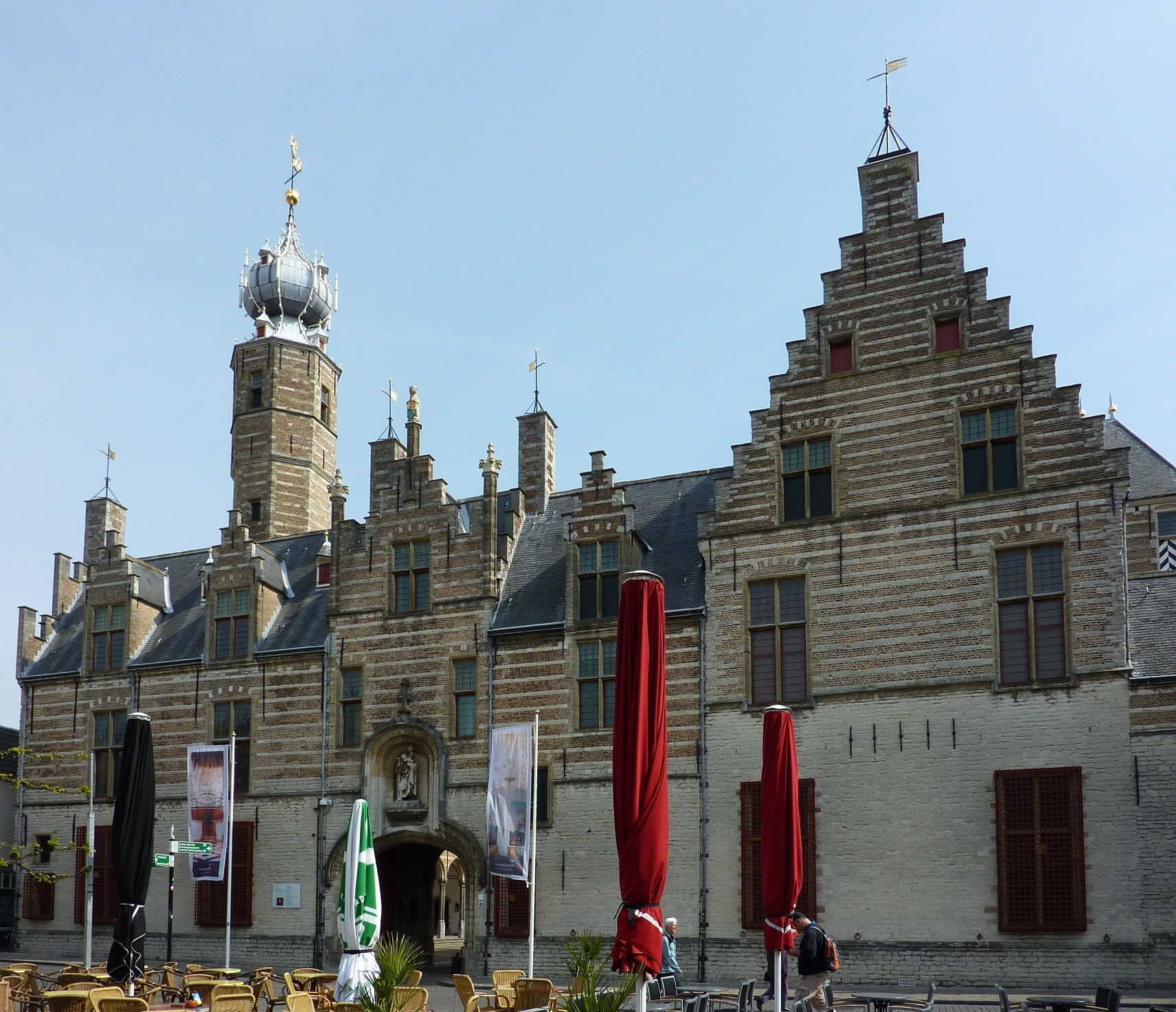
Het Markiezenhof in Bergen op Zoom is het oudste stadspaleis van Nederland

Een paleis is een ambtsgebouw dat een openbare of ceremoniële functie heeft. Het is vaak ook een (woon)huis voor een staatshoofd of een bisschop.

## Soorten
Het woord paleis is afgeleid van het Franse palais. Het Latijnse woord voor paleis is regia. Het woord regia werd gebruikt voor de woning van Keizer Augustus op de Palatijn (Latijn: Palatinus), de naam van de heuvel in Rome. Een gebouw met een openbare functie is bijvoorbeeld een Justitiepaleis. De aanduiding paleis wordt ook spottend gebruikt voor minder koninklijke gebouwen als: gokpaleis en sportpaleis. Italiaanse herenhuizen en kastelen krijgen vaak de titel "Palazzo", bijvoorbeeld: Palazzo Farnese, Palazzo Vecchio of het Palazzo Vendramin-Calergi. Ook in steden in andere landen vindt men paleizen, zoals de stadspaleizen van Parijs, of in Spanje de zogenaamde Palau's (bijvoorbeeld Palau Güell). Daarnaast zijn de fantasiepaleizen te noemen, ook wel folly's geheten, zoals het bekende Palais idéal van Ferdinand Cheval.

## België en Nederland

### België

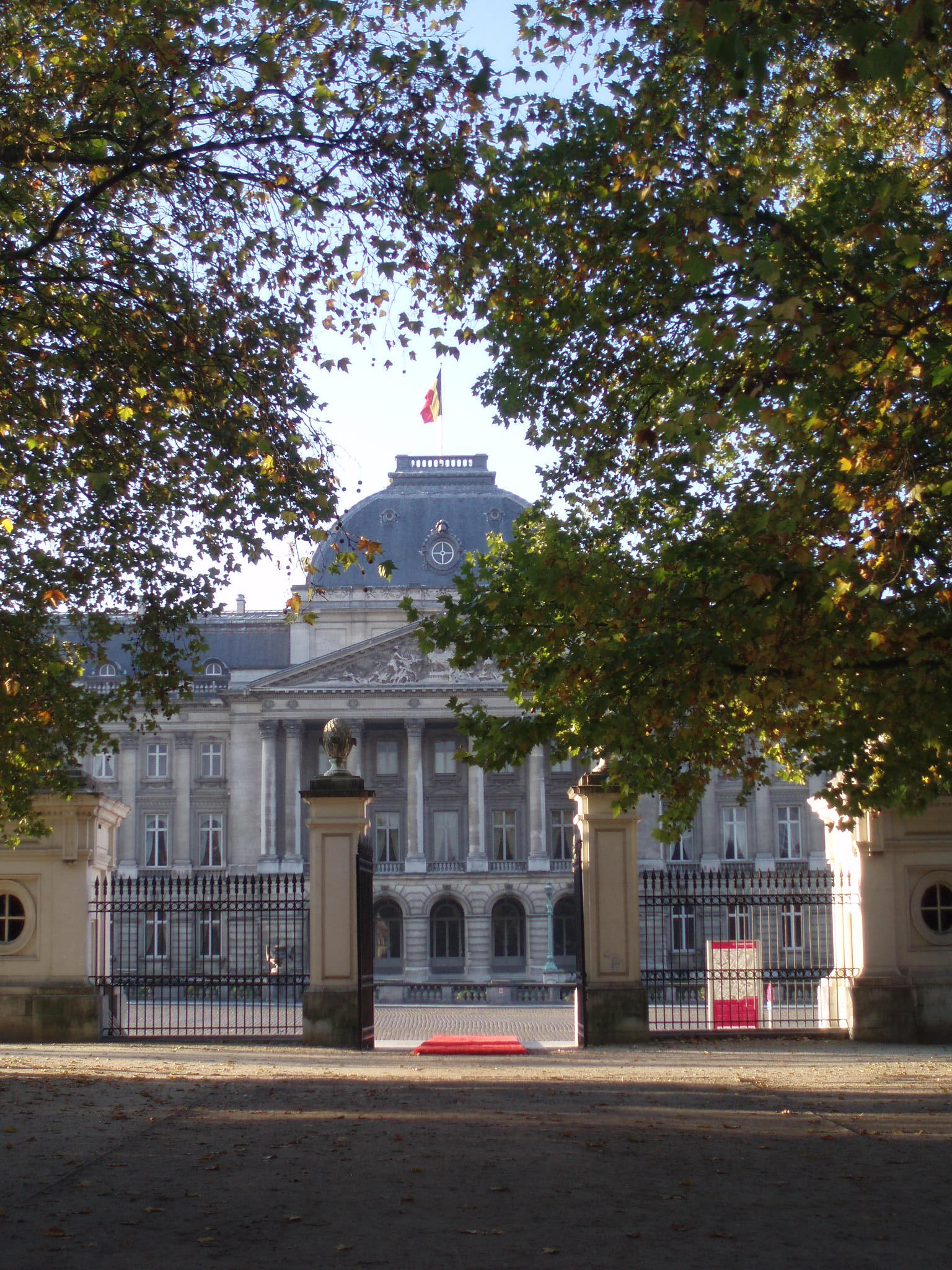
Koninklijk Paleis van Brussel

Vroeger had de Belgische Koninklijke familie twee paleizen en verder diverse kastelen en landgoederen in haar bezit; vandaag zijn deze alle onderdeel van de Koninklijke Schenking en bijgevolg staatseigendom. Deze vallen onder de koninklijke residenties in België. Bekende Belgische paleizen zijn:
- Aartsbisschoppelijk Paleis van Mechelen
- Bisschoppelijk Paleis van Gent
- Justitiepaleis in Brussel
- Stadspaleis Gruuthuse in Brugge
- Paleis op de Meir
- Koninklijk Paleis van Brussel

### Nederland

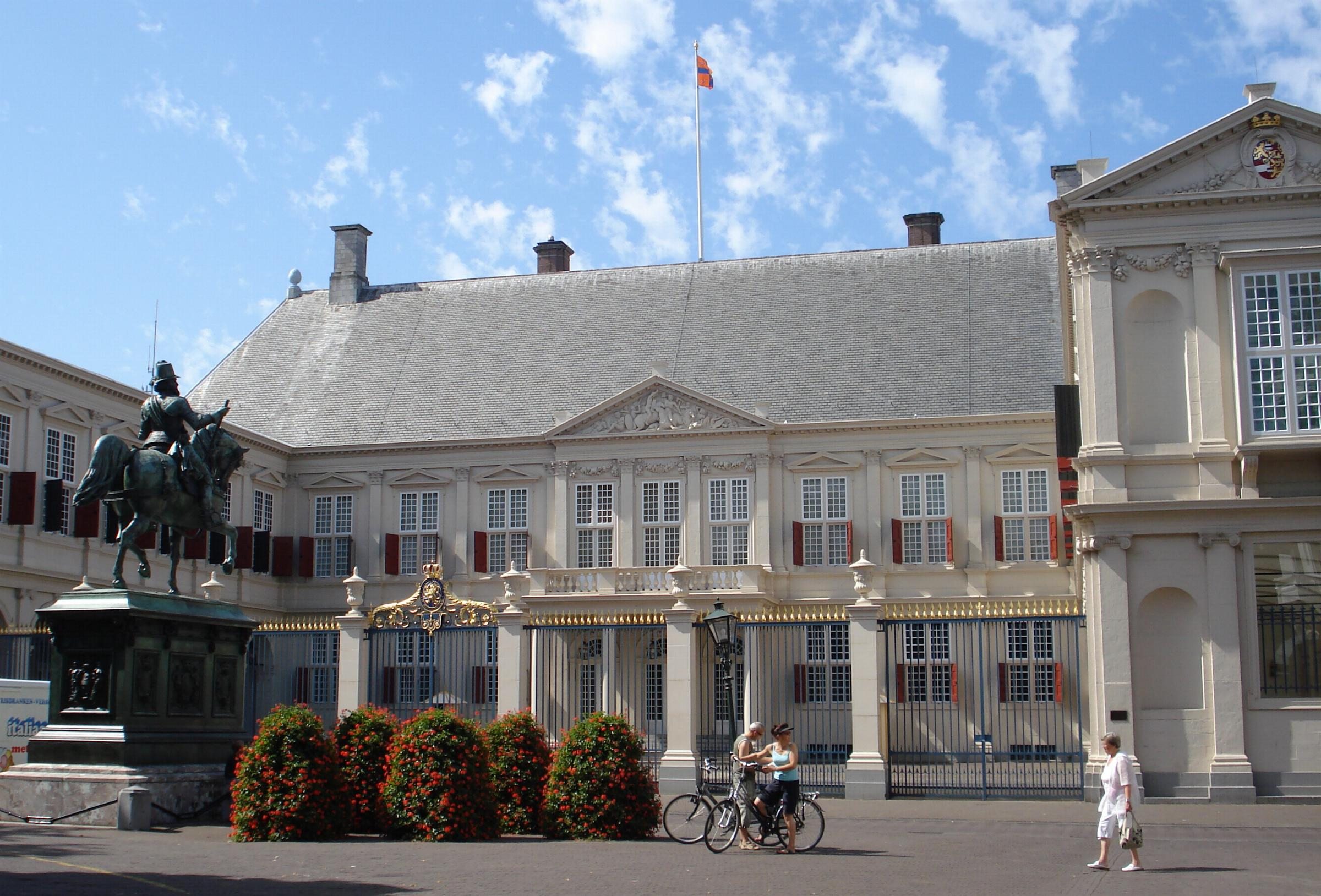
Paleis Noordeinde in Den Haag

In Nederland heeft de koninklijke familie haar paleizen overgedragen aan het rijk, dat vervolgens leden van de familie heeft toegestaan sommige paleizen kosteloos te gebruiken. Bekende Nederlandse paleizen zijn:
- Aartsbisschoppelijk Paleis van Utrecht
- Bisschoppelijk Paleis van 's-Hertogenbosch
- Bisschoppelijk paleis van Breda
- Kasteel Drakensteyn (privé-eigendom)
- Kasteel Het Oude Loo (staatseigendom 1968; nu buitenverblijf staatshoofd)
- Paleis Het Loo (staatseigendom sinds 1795; sinds 1975 een representatieve functie en museale functie)
- Paleis Huis ten Bosch (staatseigendom sinds 1795)
- Paleis Kneuterdijk (staatseigendom sinds 1938 ten behoeve Raad van de State) (niet meer als paleis in gebruik)
- Paleis Lange Voorhout (staatseigendom sinds 1992) (niet meer als paleis in gebruik).
- Paleis Noordeinde (staatseigendom sinds 1795)
- Paleis op de Dam (staatseigendom sinds 1936; daarvoor gemeente-eigendom)
- Paleis-Raadhuis (staatseigendom sinds 31 december 1864; daarvoor gemeente-eigendom onder voorwaarden van de koninklijke familie) (niet meer als paleis in gebruik)
- Paleis Soestdijk (staatseigendom sinds 1971)
- Het Prinsenhof in Breda (sinds 1826 huist hier de Koninklijke Militaire Academie)
- Markiezenhof (Oudste Stadspaleis van Nederland, sinds 1968 is het een Museum)
- Vredespaleis (geen koninklijk paleis, maar een plaats waar de wereldvrede wordt bevorderd door staat- en rechtskunde)